# Anna Curtenius Roosevelt
Anna Curtenius Roosevelt (1946) é uma arqueóloga norte-americana e ilustre professora de antropologia na Universidade de Illinois, em Chicago. Ela estuda a evolução humana e a interação humano-ambiente de longo prazo. Ela é uma das principais arqueólogas americanas que estudam paleoindígenas na bacia amazônica.
Sua pesquisa de campo incluiu descobertas significativas na Ilha de Marajó e na Caverna da Pedra Pintada, no Brasil. Ela também desenvolve trabalho de campo adicional na Bacia do Congo. Ela é bisneta do presidente dos Estados Unidos Theodore Roosevelt.

## Primeiros anos e carreira
Roosevelt lembra que, inspirada pela mãe, através da leitura e de uma viagem ao Parque Nacional de Mesa Verde, interessou-se pela arqueologia aos nove anos. Roosevelt se formou na Foxcroft School, um internato só para meninas na Virgínia, em 1964. Ela se formou na Universidade de Stanford em 1968 com bacharelado em História, Clássicos e Antropologia. Em 1977, ela obteve o doutorado de licenciatura em antropologia pela Universidade Columbia.
De 1975 a 1985 trabalhou como curadora do Museu do Indígena Americano. Roosevelt foi curadora convidada do Museu Americano de História Natural de 1985 a 1989. Mais tarde, foi curadora de arqueologia do Museu Field de História Natural. Seu trabalho de campo inicial a levou às montanhas dos Andes, no Peru, e depois ao México e à Venezuela. Atualmente é professora de antropologia na Universidade de Illinois, em Chicago.

## Trabalho na Ilha de Marajó

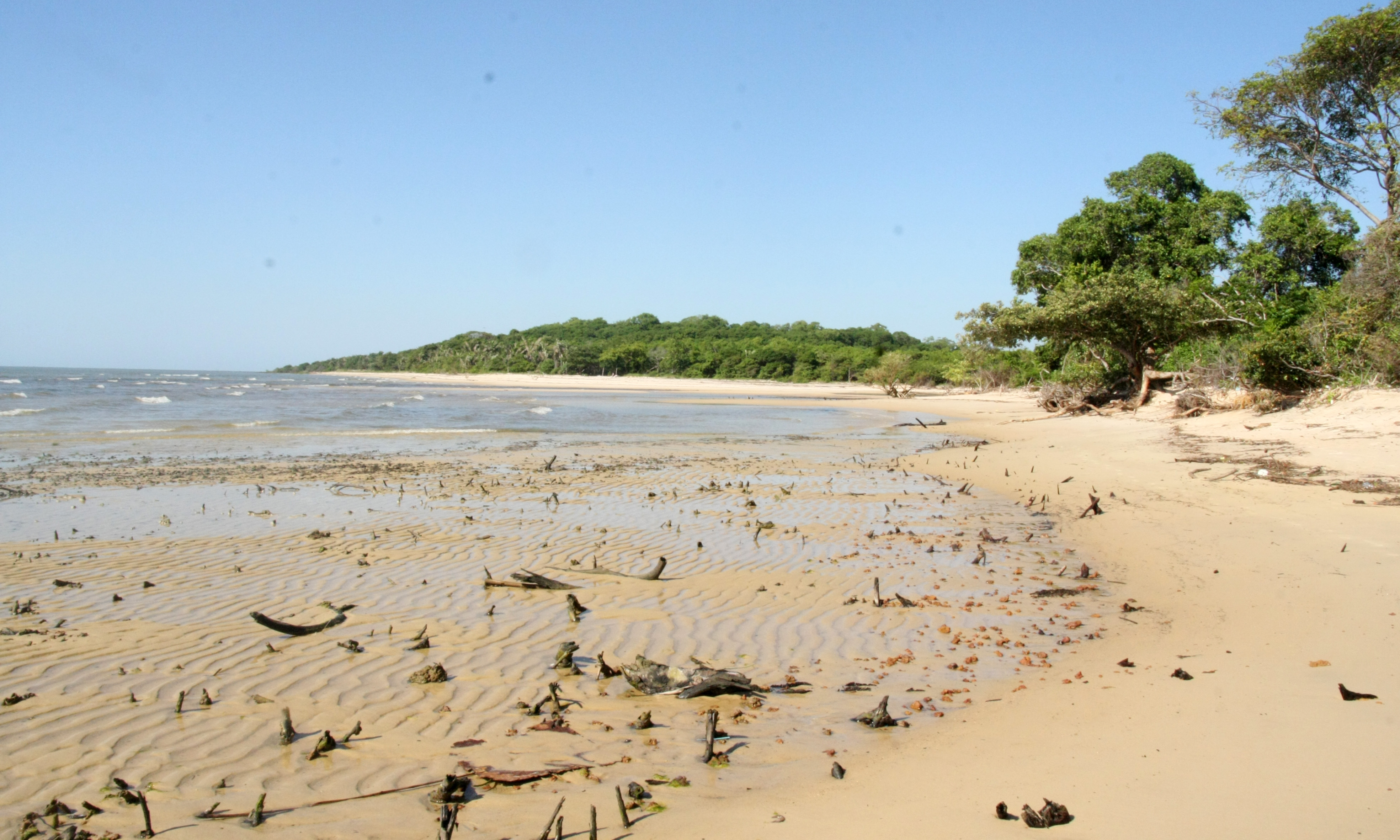
Praia de São João - Ilha de Marajó, Pará, Brasil

Em 1991, Roosevelt publicou Moundbuilders of the Amazon: Geophysical Archaeology on Marajó Island, Brazil, que detalhou seu trabalho ao longo da década de 1980 sobre a cultura Marajoara pré-colombiana. Sua equipe de pesquisa empregou pesquisas geofísicas de sensoriamento remoto, juntamente com escavações. A Ilha Marajó fica perto da foz do Rio Amazonas e contém evidências de colonização pré-colombiana.
Neste trabalho, Roosevelt desafiou a teoria de que a Amazônia pré-colombiana era um "paraíso falso" incapaz de sustentar uma cultura humana cada vez mais complexa. Roosevelt postulou que esta sociedade pré-colombiana era "uma das mais notáveis conquistas culturais indígenas", com uma grande população e território, agricultura de subsistência intensiva, bem como obras públicas. Essas descobertas e argumentos levaram a debates contínuos na arqueologia e na antropologia sul-americanas. Enquanto isso, eles levaram outros a acompanhar e desenvolver seu trabalho.

## Caverna da Pedra Pintada
De 1990 a 1992, Roosevelt liderou a escavação da Caverna da Pedra Pintada perto do município de Monte Alegre, no Pará, Brasil. A arte rupestre de Monte Alegre contém muitos exemplos de pinturas rupestres antigas, incluindo impressões de mãos, bem como figuras e geometrias humanas e animais. A datação dessas pinturas sugere que elas estão entre as artes mais antigas do Hemisfério Ocidental. A investigação de Roosevelt encontrou evidências de habitação humana na Amazônia muito mais antigas do que se conhecia anteriormente, talvez duas vezes mais antigas.
Ao longo de um período de mil anos, cerca de dez a onze mil anos atrás, os humanos usaram a caverna e deixaram para trás pontas de projéteis únicas, bem como evidências de que haviam transportado sementes de plantas de lugares distantes para o local. Eles viviam de uma maneira diferente das culturas dos primeiros caçadores de grandes animais do hemisfério ocidental, contando, em vez disso, com os rios e as florestas. Também sugerindo uma reocupação humana posterior no local e ao longo da margem do rio próximo, havia evidências de cerâmica de 7 500 anos, o que a tornaria a mais antiga, ou uma das mais antigas, encontradas nas Américas.
As descobertas de Roosevelt sugeriram que o estudo da migração humana para as Américas, bem como o desenvolvimento da civilização na Amazônia, precisava ser revisitado.

## Atividades recentes
Roosevelt continua o trabalho de campo em vários locais no Brasil, mais recentemente em locais subaquáticos no médio Xingu, para observar as atividades dos paleoindígenas nos interflúvios da Amazônia. Além disso, expandiu o seu foco de investigação para a Bacia Africana do Congo. O seu trabalho arqueológico na bacia do Congo centrou-se em sítios pré-cerâmicos em Bayanga, no sudoeste da República Centro-Africana.

## Prêmios e honrarias
Roosevelt foi eleita membro da Academia Americana de Artes e Ciências. Ela foi premiada com a Medalha dos Exploradores e a Medalha de Ouro da Sociedade de Geógrafas Femininas. O Brasil concedeu-lhe a Ordem de Rio Branco e a Medalha Bettendorf. Em 1988, ela recebeu uma bolsa de cinco anos do MacArthur Fellows Program. Ela recebeu doutorados honorários da Mount Holyoke e da Universidade do Nordeste. Em 2012, ela recebeu os prêmios University Scholar e Distinguished Professor da Universidade de Illinois em Chicago. Sua pesquisa foi financiada por doações da Fundação Nacional da Ciência, do Fundo Nacional Para as Humanidades, do Fundo Nacional Para as Artes, da Comissão Fulbright, da Fundação Wenner-Gren e da Universidade de Illinois.

## Vida pessoal
Ela é filha de Quentin Roosevelt II e Frances Blanche Webb, e neta do general Theodore Roosevelt Jr. Seu bisavô foi o presidente dos Estados Unidos Theodore Roosevelt. Suas irmãs são Susan Roosevelt Weld e Alexandra Roosevelt Dworkin.

## Obras publicadas
- Ancient Civilizations of the Amazon. Coautoria com Alexandre Guida Navarro. São Luís, Maranhão: Universidade Federal do Maranhão. 2021 (em inglês)
- Memória, Cultura Material, e Sensibilidade: Estudos em Homenagem a Pedro Paulo Funare, coautoria com Alexandre Guida Navarro and Raquel dos Santos Funare. Jundiaí, Brasil: Paco Editorial.  pp. 139-1`81. 2021 (em português)
- Culpability for violence in the Congo: Lessons from the crisis of 1960-1965. In Human Conflict from Neanderthals to the Samburu: A Crosscultural Study of Webs of Violence, edited by William P. Kiblinger. New York: Springer. pp. 105-174. 2020 (em inglês)
- The Warao of the Orinoco delta: A stilt-village culture. In A Civilização Lacustre de a Baixada Maranhense: da Pré-histórica dos Campos Inundáveis aos Dias Atuais, edited by Alexandre Guida Navarro. São Luís, Maranhão: Universidade Federal do Maranhão. ppp. 231-2996. 2019 (em inglês)
- Paleoindian solar and stellar pictographic trail in the MOnte Alegre hills of Brazil: Implications for pioneering new landscapes. Journal of Anthropology and Archaeology 5(2): 1-17. (segunda autora com C. S. Davis and W. Barnett.). 2017 (em inglês)
- Method and theory of early farming: The Orinoco and Caribbean coasts of South America. Earth Science Research 6 (1): 1-24. 2016 (em inglês)
- Colocataires d'Amazonie: Hommes, Animaux, et Plantes de Part et d'Autre de l'Atlantique, coautoria com Egle Barone Visigali. Ibis Rouge: Cayenne. Pp. 39-56. 2014 (em francês)
- "Prehistory of Amazonia." In Cambridge World Prehistory, edited by Colin Renfrew and Paul Bahn. Cambridge University Press, Cambridge, UK. (2013)
- "Behind the Veil: Culpability in the assassination of Patrice Lumumba." Congonova 4:1-11. Montreal, CN. 2011 (em inglês)
- "Human rights and the CIA: The case of the assassination of Patrice Lumumba." Fifth International Conference on the Ethics of National Security Intelligence, Program and Abstracts.  Georgetown University, Washington, DC.  pp. 20–21. 2010 (em inglês)
- Amaz'homme: Sciences de l'Homme Sciences de la Nature en Amazonie, second editor with E. Barone Visigali. Ibis Rouge. Cayenne, FG. 2010 (em inglês)
- Early hunter-gatherers in the terra firme rainforest: Stemmed projectile points from the Curua goldmines, coautorias com John E. Douglas, Anderson Marcio Amaral, Maura Imazio da Silveira, Carlos Palheta Barbosa, Mauro Barreto, e Wanderley Souza da Silva. Amazonica 1(2): 422-483. 2009 (em inglês)
- "Geophysical Archaeology in the Lower Amazon: A Research Strategy." Remote Sensing in Archaeology, coautoria com Farouk El Baz e James R. Wiseman. New York: Springer. pp. 435–467. 2007 (em inglês)
- "Ecology in Human Evolution: Origins of the Species and of Complex Societies". In A Catalyst for Ideas:Anthropological Archaeology and the Legacy of Douglas Schwartz, coautoria com V. Scarborough. Santa Fe: School of American Research. pp. 169–208. 2005 (em inglês)
- Geoarchaeological Exploration of Guajara, A Prehistoric Earth Mound in Brazil, with B.W. Bevan. Geoarchaeology 18(3): 287-331. 2003 (em inglês)
- "Migrations and Adaptations of the First Americans: Clovis and Pre-Clovis Viewed from South America", with John Douglas and Linda Brown. In The First Americans: The Pleistocene Colonization of the New World, coautoria com N. Jablonski. Berkeley: University of California Press. pp. 159–236. 2002 (em inglês)
- "Gender in Human Nature: Sociobiology Revisited and Revised." In In Pursuit of Gender: Worldwide Archaeological Approaches, coautoria com S.M. Nelson e M. Rosen-Ayalon. Walnut Creek, CA: Altamira Press.  pp. 355–376. 2002 (em inglês)
- Archaeologia de las Tierras Bajas, coautoria com A. Duran Coirolo. Montevideo: Ministerio da Educação, Uruguai. 2000 (em espanhol)
- "The Lower Amazon: A Dynamic Human Habitat." In Imperfect Balance: Landscape Transformations in the Precolumbian Americas, coautoria com D.L. Lentz. New York: Columbia University Press. pp 455–491. 2000 (em inglês)
- "The Development of Prehistoric Complex Societies : Amazonia, a Tropical Forest." In Complex Polities in the Ancient Tropical World, coautoria com E.A. Bacus, L.J. Lucero, and J. Allen. Arlington: American Anthropological Association. Pp 13–34. 1999 (em inglês)
- "The Maritime, Highland, Forest Dynamic and the Origins of Complex Culture." South America, coautoria com Frank Salomon and Stuart Schwartz.  New York: Cambridge University Press. Pp 264–369. 1999 (em inglês)
- "O Povoamento das Americas: O Panorama Brasileiro." In Pre-historia da Terra Brasilis. Universidade Federal de Rio de Janeiro. pp 35–50. 1999 (em inglês)
- "Twelve Thousand Years of Human-Environment Interaction in the Amazon Floodplain." Advances in Economic Botany, Vol. 13. New York Botanical Garden. Pp 371–392. 1999 (em inglês)
- "Luminescence Dates for the Paleoindian Site of Pedra Pintada, Brazil," coautoria com M. Michab, J.K. Feathers, J.-L. Joron, N. Mercier, M. Selos, H. Valladas, and J.-L. Reyss. Quaternary Geochronology 17(11): 1041-1046. 1998 (em inglês)
- "Paleoindian Cave Dwellers in the Amazon: The Peopling of the Americas," coautoria com M. Lima  Costa,  C. Lopes Machado, M. Michab, N.  Mercier,  H. Valladas,  J. Feathers, W. Barnett, M. Imazio da  Silveira, A. Henderson, J. Sliva, B. Chernoff, D. Reese, J.A. Holman, N. Toth, and K. Schick. Science 272: 373-384. 1996 (em inglês)
- "Early Pottery in the Amazon: Twenty Years of Scholarly Obscurity." In The Emergence of Pottery: Technology and Innovation in Ancient Societies, coautoria com W. Barnett and J. Hoopes. Smithsonian Institution Press. Pp 115–131. 1995 (em inglês)
- "The Rise and Fall of the Amazon Chiefdoms." L'Homme 33 (126-128): 255-284. 1993 (em inglês)
- Moundbuilders of the Amazon. Academic Press, ISBN 978-0-12-595348-1. 1991 (em inglês)